# Feria Internacional del Libro de Miami
La Feria Internacional del Libro de Miami (Miami Book Fair International, en inglés) es un festival literario anual —el más grande de Estados Unidos— organizado por el Centro Literario de la Florida, iniciativa cultural del Miami Dade College (universidad pública que también se conoce simplemente como Miami Dade o MCD). Se celebra en noviembre, dura ocho días y es la única feria del libro estadounidense que tiene un vasto programa especial en español.

## Historia

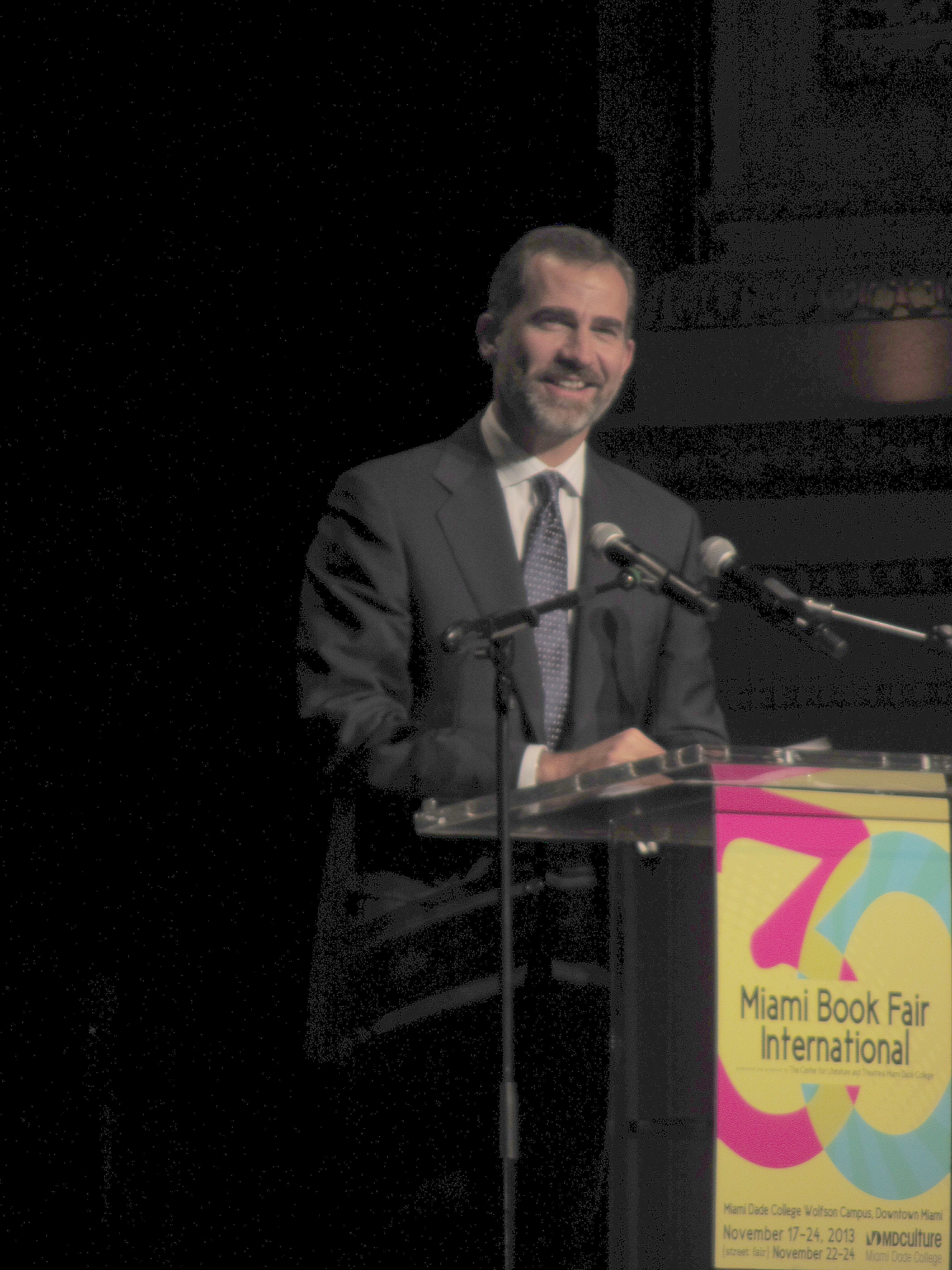
El entonces príncipe Felipe inaugura la Feria 2013

La Feria de Miami se celebró por primera vez en 1984 bajo el nombre de Libros en la Bahía (Books by the Bay) y tenía una duración de solo dos días. Con el correr del tiempo —en los años noventa—adquirió su nombre actual y hoy se extiende ya por ocho días, de domingo a domingo. 
El plato fuerte de la feria es el Festival de Autores, "un programa de lecturas y discusiones que cuenta con la participación de escritores de todo el mundo". Con los años, se han ido agregando programas, entre los que destacan el Programa de Autores Iberoamericanos, con presentaciones, lecturas y discusiones de escritores en español; el Callejón de los Niños (Children’s Alley, dirigido al público infantil y juvenil); Student Literary Encounters (encuentros literarios para estudiantes); Antiquarian Annex (una muestra de libros antiguos y raros) y la Galaxia de Historias Gráficas (Comix Galaxy, sobre cómics y novelas gráficas). Además, desde 2010 cada año la feria dedica un espacio especial a un determinado país; así, la primera vez este espacio estuvo dedicado a México, en 2011 a China, en 2012 a Paraguay y en 2013 a España.

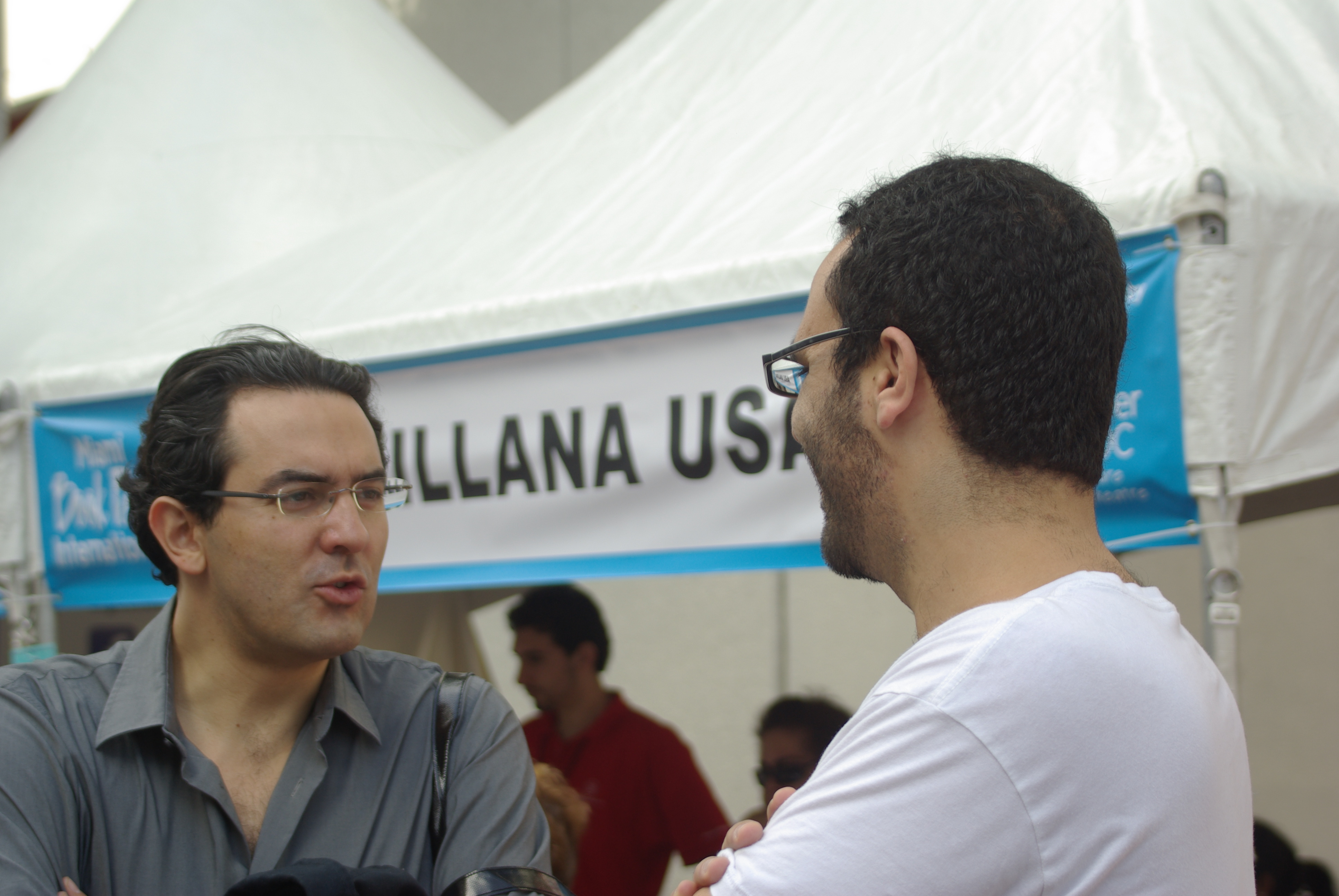
Juan Gabriel Vásquez y Rodrigo Hasbún junto al quiosco de Santillana, 2011

Durante los cinco primeros días (domingo a jueves) las actividades son generalmente por las tardes, y a partir del viernes por la mañana funciona la Feria al Aire Libre, en la que las editoriales abren quioscos de venta de libros.

### Prensa
Entre los medios de prensa que han apoyado la feria a lo largo de su historia se encuentran The Miami Herald, El Nuevo Herald, WPBT Channel 2, Univision, Diario Las Américas, South Florida Times, The New York Times, Book TV en C-SPAN 2, y otros.